# 龍婷
龍婷（英語：Stacey Long，1981年4月3日—，外號小龍女），香港街頭歌手。其生於遼寧省瀋陽市，移居香港後曾於旺角西洋菜街的行人專用區公開演出。行人專用區撤銷後，改在中環碼頭及西九龍文化區舉行街頭表演，亦不時應邀到安老院舉行義演。2023年簽約無綫電視。其曾榮獲中國中央電視台大型選秀綜藝《星光大道》2019年度總冠軍及香港無綫電視歌唱選秀節目《中年好聲音》第四名兼「觀眾最愛好聲音」兩獎項。

## 簡介
2016年9月18日，龍婷參加《隱藏的歌手》第二季第4集，說自己原本學習舞蹈，十六歲時因一次實習機會，去到廣東省中山市，在公園裡聽到陳慧嫻的「飄雪」，後決定放棄舞蹈，在廣東留下，轉行唱歌。2017年之前，龍婷曾於遼寧省瀋陽市的Four Play Bar演唱。
2017年4月23日，龍婷開始於香港旺角西洋菜街行人專用區公開演出，擅長演唱鄧麗君、王菲的歌曲。其演出的視頻在網上廣為流傳而成為網紅，短視頻平台快手上的粉絲截至2020年5月達146萬。
2018年「殺街」後, 旺角行人專用區的表演被中斷，龍婷短暫跟隨旺角羅文歌舞團於酒樓演出，不久便離開歌舞團獨立發展，成立了龍婷制作有限公司，並於2018年11月22日在香港九龍灣國際展貿中心 Music Zone @E-Max 舉行了首次個人演唱會。往後，龍婷不定時於中環碼頭及西九龍文化區舉行街演，並在網上平台直播。2019年9月28日龍婷在香港九龍灣國際展貿中心 Music Zone @E-Max舉行了第二次個人演唱會，並於同日推出首張個人單曲CD《安好》。
2019年，龍婷接受邀請，參加了中央廣播電視總台(央視)的星光大道比賽，於7月12日奪得周冠軍、9月6日奪得月冠軍、12月27日奪得年分賽冠軍而成功晉身總決賽。2020年1月2日，龍婷奪得《星光大道》2019年度總冠軍。2020年1月24日，龍婷參與央視《2020年春節聯歡晚會》，與李谷一、湯非、雲飛、扎西頓珠演出壓軸項目，合唱歌曲《難忘今宵》。
2020年2月6日，龍婷發佈第二首原唱新歌《天使在武漢》以歌頌疫情前綫的醫護人員。往後，龍婷陸續在YouTube和內地的音樂平台QQ音樂及酷我音樂等發佈原唱新歌《小村莊》、《離不開你心》及《開場》。7月15日，政府因應疫情收緊「限聚令」，所有街頭表演被中斷，龍婷只可以在網上平台直播。11月14日，龍婷首次推出限量版U盤原唱歌曲專輯《開場》。專輯包括《開場》、《為你唱下去》、《歲月對我說的都是情話》及《隨風起舞》四首歌曲。
2021年8月6日，環星音樂為龍婷推出首張 Hi-Fi CD 專輯 "Especially For You"，並於8月7日及25日舉行簽名會。
2022年，龍婷參加了無綫電視歌唱選秀節目《中年好聲音》。比賽期間，龍婷於2022年11月18日在香港西九文化區戲曲中心舉行了第三次個人演唱會。
2023年4月23日，龍婷取得了《中年好聲音》第四名，兼獲得「觀眾最愛好聲音」獎項。4月29日及30日，龍婷於沙田大會堂開放舞台舉行了疫情「限聚令」取消後首次的街頭表演。5月28日，龍婷聯同香港青年愛樂樂團於在香港文化中心音樂廳舉行了「星夢交響慈善音樂會」。10月20日及21日，龍婷再次聯同香港青年愛樂樂團，在旺角麥花臣場館，舉行了兩場「龍婷 X 香港青年愛樂樂團之《星夢交響慈善音樂會 Part 2》」。《中年好聲音》比賽完成後，龍婷正式成為無綫電視旗下藝人。

## 街演經歷
龍婷移居香港後，認識了「旺角羅文」梁志源，受他邀請加入「旺角羅文歌舞團」，於2017年4月23日開始在香港旺角西洋菜街行人專用區公開演唱。歌舞團除了街頭演出外，間中會於酒樓舉行演唱會，龍婷亦會隨團演出。旺角行人專用區的表演一向在社會上有爭議，油尖旺區議會於2018年5月24日會議上，通過由2018年8月4日起取消實施了18年的旺角行人專用區，最後街演日期為2018年7月29日。「殺街」後，龍婷短暫跟隨旺角羅文歌舞團於酒樓演出，不久便離開歌舞團獨立發展，並成立了自己的制作公司，以及不定時於中環碼頭及西九龍文化區舉行街演。2020年7月15日，由於疫症流行，政府把公眾地方羣組聚集的人數限制收緊至4人，龍婷便即暫停街演，只在網上直播與歌迷見面。

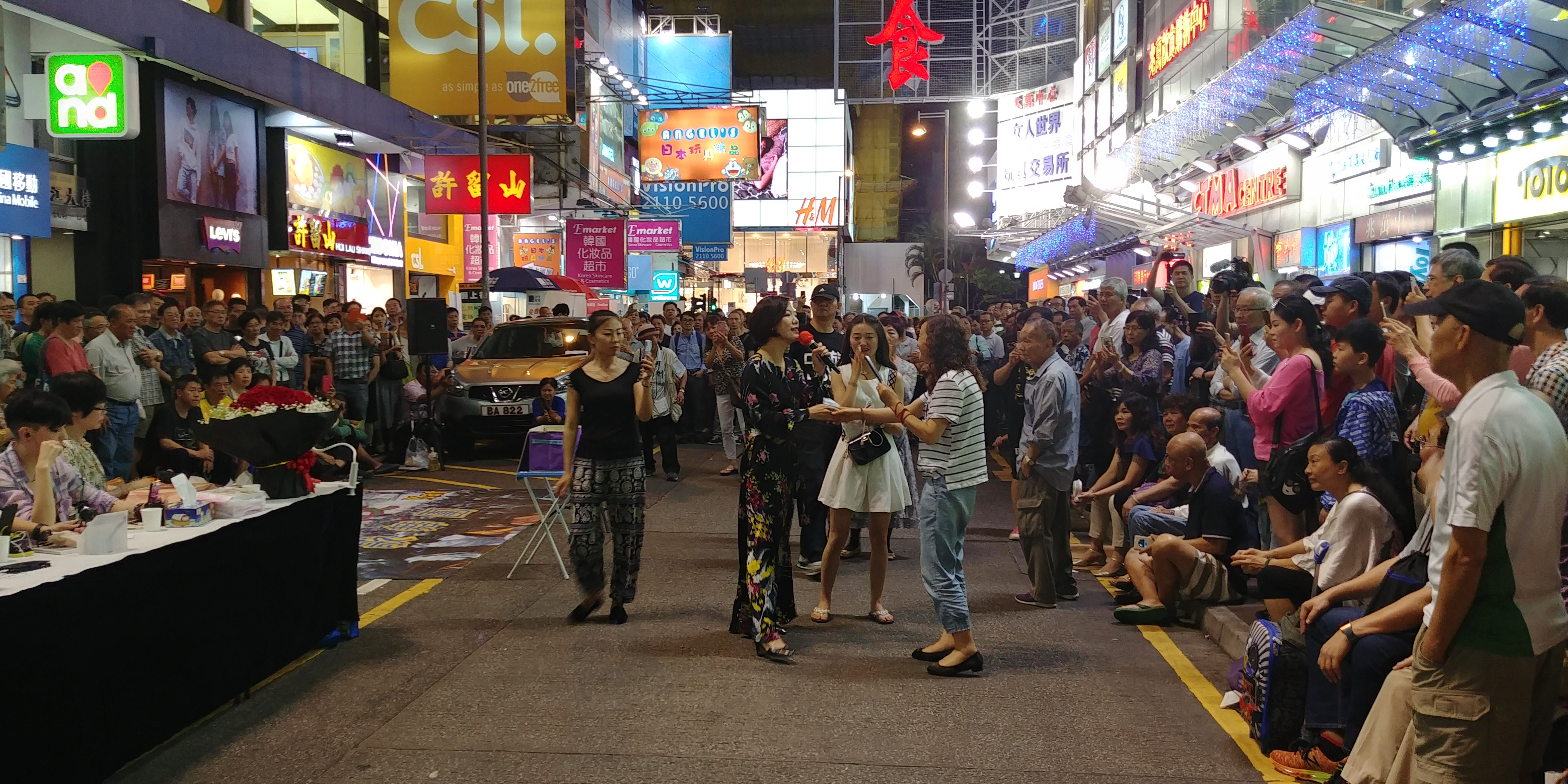
2018年龍婷在旺角公開演唱

## 「東張西望」失實報道事件
2020年4月12日，電視廣播有限公司「無綫電視」翡翠台在晚上播出的電視節目「東張西望」播出了一段聲稱是由觀眾提供的視頻片段，片段是龍婷於中環碼頭街演的情況，節目主持聲稱「上星期六」有四名以上市民在公眾地方聚集，罔顧3月29日起實施的「預防及控制疾病（禁止羣組聚集）規例」（簡稱「限聚令」）。龍婷於當晚十一時在面書發表聲明，指出視頻片段拍攝的是她於3月14日的演出，限聚令實施以來她呆在家中，並無街演。亦有網民指出，視頻片段可能是源自YouTube頻道「mk 61」於3月14日上載的一條視頻的片段。2020年4月13日，無綫電視於「東張西望」節目的尾段作出澄清，指該片段由「一名熱心觀眾」提供，經查證後，實際是拍攝於「限聚令」實施前，並作出道歉。

## 專輯
| 次序 | 專輯名             | 專輯類型    | 發行日期       |
| ---- | ------------------ | ----------- | -------------- |
| 1    | 安好               | 單曲CD      | 2019年9月28日  |
| 2    | 開場               | U盤原唱專輯 | 2020年11月14日 |
| 3    | Especially For You | Hi-Fi CD    | 2021年8月6日   |
| 4    | 你是我最想要愛的人 | 黑膠唱片    | 2025年3月15日  |

## 原唱歌曲
| 次序 | 歌曲名               | 語言   | 簡介                                                                                   | 發表日期       |
| ---- | -------------------- | ------ | -------------------------------------------------------------------------------------- | -------------- |
| 1    | 安好                 | 國語   | 首張個人單曲CD《安好》                                                                 | 2019年9月28日  |
| 2    | 天使在武漢           | 國語   | 歌颂疫情前綫的醫護人員                                                                 | 2020年2月6日   |
| 3    | 小村莊               | 國語   | 每個遊子心中，都有一座小村莊，內裏一草一木、一事一物，歷歷在目，令人終身難忘           | 2020年3月20日  |
| 4    | 離不開你心           | 粵語   | 龍婷第一首粵語原唱新歌                                                                 | 2020年5月11日  |
| 5    | 開場                 | 國語   | 霓虹燈是我今夜出演最好的開場。收錄於U盤原唱專輯《開場》                                | 2020年8月24日  |
| 6    | 為你唱下去           | 粵語   | 收錄於U盤原唱專輯《開場》。2021年6月5日，正式公開發布。                                | 2020年11月14日 |
| 7    | 歲月對我說的都是情話 | 國語   | 亦稱《歲月對我來說都是情話》，收錄於U盤原唱專輯《開場》。2021年3月16日，正式公開發布。 | 2020年11月14日 |
| 8    | 隨風起舞             | 粵語   | 收錄於U盤原唱專輯《開場》。2021年2月9日，正式公開發布。                                | 2020年11月14日 |
| 9    | 這首歌是唱給你的     | 國語   | 我們的故事就像這首歌，我常常一個人靜靜的唱著                                           | 2020年12月29日 |
| 10   | 願你飛得更遠         | 國語   | 積極的面對失戀，面對生活，傳達出來的陽光態度                                           | 2021年1月26日  |
| 11   | 歸鄉                 | 國語   | 少小離家老大回，物是人非，不經意間讓人在心裡泛起一絲惆悵                               | 2021年4月5日   |
| 12   | 往事不究             | 粵語   | 能分開可永久，都會覺得擁有... 誰能夠透過我眼內猜透？                                   | 2021年4月20日  |
| 13   | 舊照片               | 國語   | 時光時光啊，求你別再走了，讓我們多陪一陪媽媽。                                         | 2021年5月9日   |
| 14   | 我只鍾意你           | 國粵語 | 合唱歌手高安                                                                           | 2021年5月17日  |
| 15   | 動人的天籟           | 國粵語 | 讓心聲打開，把幸福都到來，你與我這刻，歡呼喝采                                         | 2021年8月8日   |
| 16   | 奇跡                 | 國語   | 不要再追逐浮華而辜負生命                                                               | 2021年8月27日  |
| 17   | 一生一世一場夢       | 國粵語 | 曾經一生一世一場夢，何須再理會西東，忘卻成空                                           | 2021年8月28日  |
| 18   | 無緣今生             | 國語   | 心灰滅淒淒，冷酒祭昨天                                                                 | 2021年12月2日  |
| 19   | 多謝你絕情           | 國語   | 多謝你對我的絕情，為我指點了迷津                                                       | 2022年3月19日  |
| 20   | 曾經的某人某段情     | 粵語   | 曾經的某人，某段情，深深扎根，抹不去                                                   | 2022年11月8日  |
| 21   | 鍾情於你終於你       | 國語   | 我鍾情於你，就想終於你                                                                 | 2022年12月19日 |
| 22   | 伶仃                 | 國語   | 歲月本無可依，可歎我一生終萬事伶仃                                                     | 2023年1月31日  |
| 23   | 你是我最想要愛的人   | 國語   | TMG新歌及個人首張黑膠碟發佈會                                                          | 2025年3月15日  |
| 24   | 酒香                 | 國語   | TVB《養生之旅》主題曲                                                                  | 2025年6月30日  |

## 派台歌曲成績
| 派台歌曲成績（五台） | 派台歌曲成績（五台） | 派台歌曲成績（五台） | 派台歌曲成績（五台） | 派台歌曲成績（五台） | 派台歌曲成績（五台） | 派台歌曲成績（五台） | 派台歌曲成績（五台）                                           |
| -------------------- | -------------------- | -------------------- | -------------------- | -------------------- | -------------------- | -------------------- | -------------------------------------------------------------- |
| 唱片                 | 歌曲                 | 903                  | RTHK                 | 997                  | TVB                  | ViuTV                | 備註                                                           |
| 2023年               |                      |                      |                      |                      |                      |                      |                                                                |
|                      | 萬水千山縱橫         | ×                    | ×                    | ×                    | -                    | ×                    | 與丁文俊合唱 翻唱關正傑歌曲 無綫外購劇《天龍八部》香港版主題曲 |
| 2024年               |                      |                      |                      |                      |                      |                      |                                                                |
|                      | 無界                 | -                    | -                    | -                    | -                    | ×                    | 與TVB群星合唱 TVB 2024巴黎奧運主題曲                           |
| 2025年               |                      |                      |                      |                      |                      |                      |                                                                |
|                      | 你是我最想要愛的人   | -                    | -                    | -                    | 15                   | ×                    | 首支個人派台單曲                                               |
|                      | 酒香                 | -                    | -                    | -                    | -                    | ×                    | 無綫節目《養生之旅 湖北篇》香港版主題曲 新城國語力排行榜：3    |

| 各台冠軍歌總數（五台） | 各台冠軍歌總數（五台） | 各台冠軍歌總數（五台） | 各台冠軍歌總數（五台） | 各台冠軍歌總數（五台） | 各台冠軍歌總數（五台） |
| ---------------------- | ---------------------- | ---------------------- | ---------------------- | ---------------------- | ---------------------- |
| 903                    | RTHK                   | 997                    | TVB                    | ViuTV                  | 備註                   |
| 0                      | 0                      | 0                      | 0                      | 0                      | 五台冠軍歌總數：0      |

- （*）上榜中
- （-）未能上榜
- （×）沒有派往該台
- （(1)）兩週冠軍

## 電視節目（TVB）
- 2022年：《中年好聲音》 參賽者
- 2023年：《中年好聲音紅白大戰》
- 2023年：《中年好聲音夢想成真演唱會》
- 2023年：《萬眾同心公益金》[37]
- 2023年：《獎門人I Love爸爸感謝祭》[38]
- 2023年：《明愛暖萬心》[39]
- 2023年：《大笪地唱不停》
- 2023年：《星光熠熠耀保良》[40]
- 2023年：《奇蹟小店》
- 2023年：《香港同胞慶祝中華人民共和國成立七十四周年文藝晚會》[41]
- 2023年：《善心滿載仁愛堂》
- 2023年：《歡樂滿東華2023》[42]
- 2023年：《福佑香江 同心邁向2024》[43]

## 外部連結
- 官方网站
- 龍婷的Facebook專頁
- YouTube上的龍婷頻道
- 龍婷的Instagram帳戶
- 快手
- 抖音
- 龍婷的新浪微博